# Мугута
Мугута — река в России, протекает по Республике Алтай, Алтайском крае. Устье реки находится в 3 км по правому берегу реки Булухта. Длина реки составляет 18 км. Высота устья — 585 м над уровнем моря.

## Данные водного реестра
По данным государственного водного реестра России относится к Верхнеобскому бассейновому округу, водохозяйственный участок реки — Катунь, речной подбассейн реки — Бия и Катунь. Речной бассейн реки — (Верхняя) Обь до впадения Иртыша.